# Briga Alta
Briga Alta är en kommun i provinsen Cuneo i regionen Piemonte i Italien. Kommunen hade 40 invånare (2018).